# Sonnenstein von Horsten
Der Sonnenstein von Horsten ist eine unregelmäßige geränderte, etwa 1,1 Meter hohe und etwas breitere Platte aus rötlich grauem Granitporphyr. 
Das Original des Sonnensteins befindet sich in der Schule des Friedeburger Ortsteils  Horsten, der rund 18 Kilometer südwestlich von Wilhelmshaven in Niedersachsen liegt. Eine Nachbildung steht in Horsten in der Straße „Am Warfacker“. 

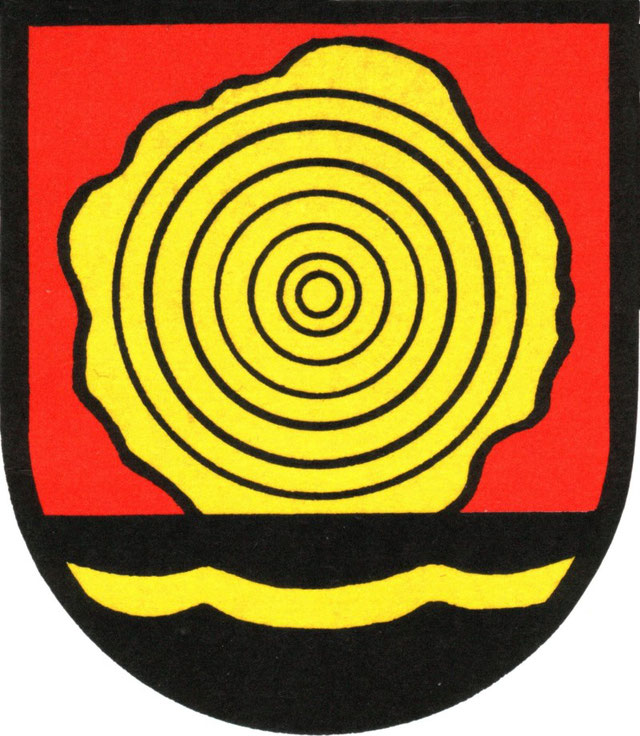
Wappen mit dem Sonnenstein

Auf der ebenen Vorderseite sind 17 konzentrische Kreise (äußerer Durchmesser 77 cm) eingearbeitet. Den Mittelpunkt bildet ein Loch von 3,4 cm Durchmesser. Der Stein wurde Anfang des 20. Jahrhunderts westlich von Horsten gefunden, wo er bis 1963 als Basis einer Gartenpforte benutzt wurde. Er wurde von dem Forscher Karl-Heinrich Marschalleck erkannt und geborgen. 
Befunde, die eine Einordnung des 1981 restaurierten, ungewöhnlichen Steines erlauben, gibt es nicht. Darstellungen ähnlicher Art gibt es auf bronzezeitlichen Fundstücken und Felsritzungen im südlichen Skandinavien. Auf den Britischen Inseln stößt man bei Felsritzungen (Cup-and-Ring-Markierungen) und in Megalithanlagen auf dieses Motiv. Möglicherweise hatten die Darstellungen eine Bedeutung im Rahmen eines bronzezeitlichen Kultes. 